# Alpes Suábios
Os Alpes Suábios (em alemão: "Schwäbische Alb") localizam-se ao sul da Alemanha, predominantemente no estado de Bade-Vurtemberga (em alemão: "Baden-Württemberg") mas também na Baviera, tendo cerca de 200 km de comprimento e cerca de 40 km de largura.
Do ponto de vista geológico, os Alpes Suábios são escarpas que fazem parte do conjunto de escarpas do sudoeste alemão. Também fazem parte da paisagem de Jura, entre as cidades de Basel e Coburgo.